# Plaça de les Dones del 36
La plaça de les Dones del 36 és una plaça a l'interior d'una illa de cases situada al barri de la Vila de Gràcia de Barcelona (Barcelonès). Concretament, l'illa es troba entre els carrers de Santa Àgata, Torrent de l'Olla, Mateu i Badia, donant accés a la plaça pels dos primers. La plaça vol retre homenatge a l'Associació Les Dones del 36, que en democràcia va treballar per difondre la situació de les dones a la Guerra civil espanyola.

## Història
La plaça es va inaugurar el 18 d'agost de 2009, dins del període de Festa Major de Gràcia, no sense estar envoltada de diverses polèmiques, com ara l'edificació de pisos d'alt nivell o la política de restricció d'horaris com una forma encoberta de privatització de l'espai públic. Tres anys després, la polèmica entorn de la plaça s'avivà amb la queixa de diversos usuaris per la manca d'adaptació dels jocs infantils als nens que hi juguen, així com el rebuig a les reixes d'accés, considerades poc apropiades per un espai que ret homenatge a dones que van ser recloses en centres penitenciaris. Ja, poc temps després de la seva inauguració fou objecte de controvèrsia per aquest darrer assumpte. Seguint aquestes demandes, el novembre de 2013 s'iniciaren les obres de reforma de la plaça, revisant el disseny del clavegueram i les filtracions d'aigua al pàrquing subterrani, substituint les llambordes i l'arbrat, així com canviant i ampliant els jocs infantils amb la incorporació d'un sorral per al joc. En la definició del projecte de reforma intervingué de forma activa l'Escola Reina Violant perquè donés el seu punt de vista.

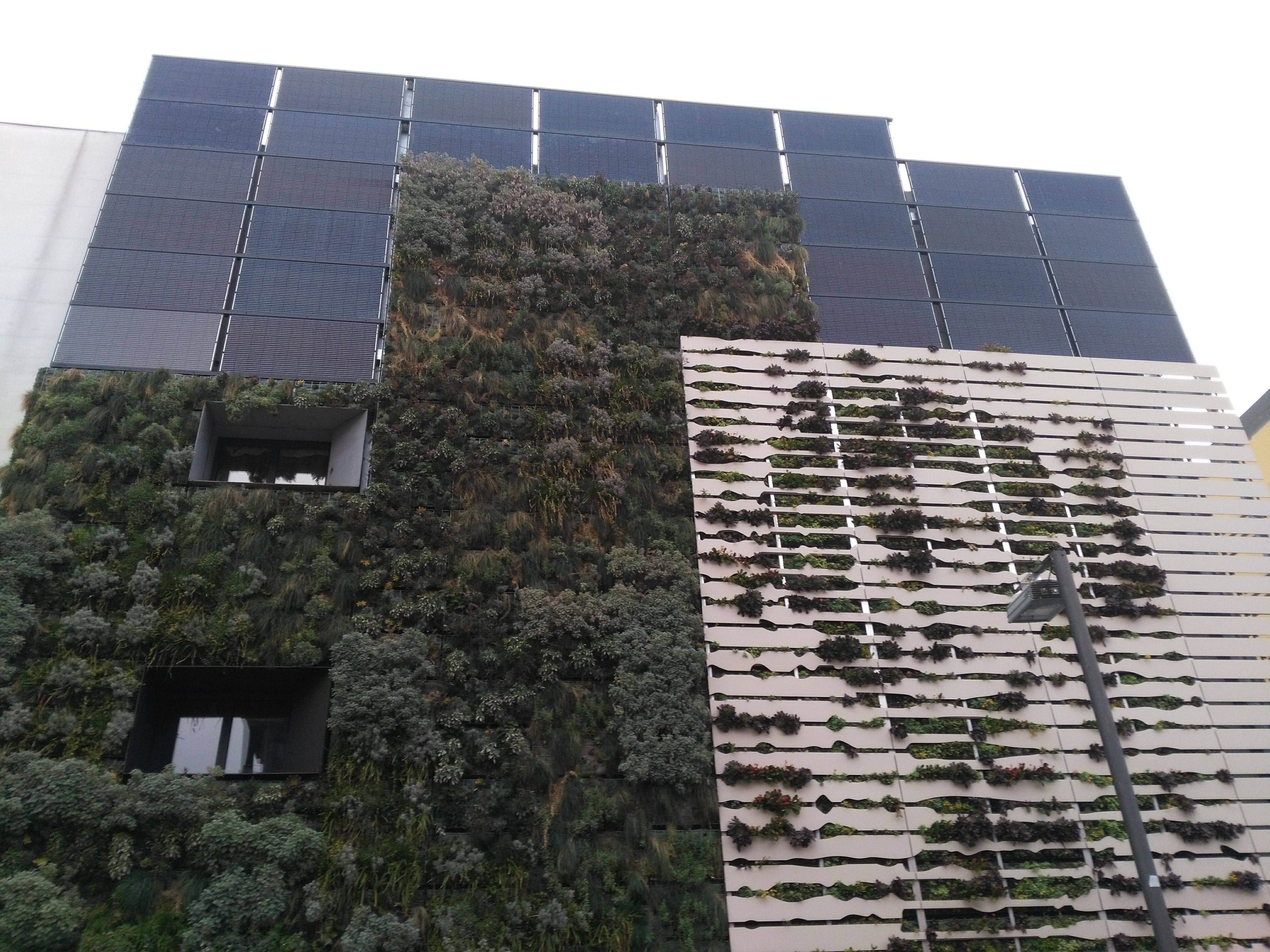
Mural vegetal de la Plaça de les dones del 36.

El 7 de març del 2020 s'inaugurà un jardí vertical en una de les mitgeres. És un mur vegetal amb el retrat que representa la miliciana Marina Ginestà mitjançant una il·lusió òptica. Aquest projecte l'ha realitzat l'empresa Babilon Jardineria Artística, fent la selecció botànica i tècnica com també l'instal·lació i el manteniment d'aquest jardí vertical. També s'hi van afegir plaques fotovoltaiques connectades a la xarxa pública d'enllumenat.